# Maripí
Maripí è un comune della Colombia facente parte del dipartimento di Boyacá.
Il centro abitato venne fondato da Rafael Salgado e José Montero nel 1770.